# Maestro dell'Altare Tucher
Il Maestro dell'Altare Tucher (fl. XV secolo) è stato un pittore anonimo tedesco attivo a Norimberga verso il 1440-1450.
L'anonimo pittore tedesco della scuola di Norimberga deve il suo nome all'altare realizzato per la chiesa degli Agostiniani a Norimberga; questo nel 1615 venne trasportato nella chiesa dei Certosini e restaurato a spese della famiglia Tucher; ora è conservato nella Frauenkirche di Norimberga.
L'altare ha nel pannello centrale la Crocifissione con ai lati l'Annunciazione e la Resurrezione, nelle ante esterne a sinistra, San Guido e l'Assunzione; a destra, la Visione di sant'Agostino e di san Leonardo.
Al Maestro o alla sua bottega sono inoltre attribuibili: l'Altare Haller, della chiesa di San Sebald di Norimberga, commissionato da Ulrich Haller e completato dopo il 1440, con al centro la Crocifissione, e ai lati le Sante Barbara e Caterina e sul lato esterno delle portelle, Scene della Passione con la famiglia del donatore.
Sempre del suo ambito è l'Epitaffio Ehenheim  della chiesa di San Lorenzo, sempre a Norimberga.